# Edinburgh Evening News

L'Edinburgh Evening News est un journal régional d'Édimbourg, en Écosse. C'est un quotidien n'ayant pas d'édition le dimanche. Il a une distribution de 68 000 exemplaires (chiffre de 2005). Il est possédé par Johnston Press qui détient aussi The Scotsman ainsi que plusieurs autres titres régionaux au Royaume-Uni.
Les sujets évoqués sont principalement de portée régionale et concernent la vie quotidienne, avec des informations touchant les transports, la santé, les faits divers et les décisions politiques locales d'Édimbourg et le Lothian.